# Megalomyrmex weyrauchi
Megalomyrmex weyrauchi is een mierensoort uit de onderfamilie van de Myrmicinae. De wetenschappelijke naam van de soort is voor het eerst geldig gepubliceerd in 1970 door Kempf.